# Michael Rudroff
Michael Rudroff (28 de diciembre de 1960 ) es un piloto de motociclismo de velocidad alemán, que compitió regularmente en el Campeonato Mundial de Motociclismo desde 1987 hasta 1997.

## Biografía
Rudroff, a bordo de una Honda, apareció en dos Grandes Premios de 1987, Gran Premio de Alemania y el Gran Premio de Austria donde se clasificó en las posiciones 38 y 26. Corrió en el Gran Premio de Alemania, Gran Premio de los Países Bajos y Gran Premio de Yugoslavia en 1988, donde consiguió su primer punto para la general.
En 1989 vio las apariciones regulares de Rudroff, participando en el Gran Premio de Australia y el Gran Premio de Estados Unidos donde acabó en zona de puntos. En el Gran Premio de las Naciones realizó su mejor carrera acabando en tercer lugar, partiendo desde la posición 24. Participaría en cinco carreras más aunque solo puntuaría en el Gran Premio de Yugoslavia.
Después de una temporada en el Campeonato de Superbikes en 1990 a bordo de una Bimota., volvió al Mundial en 1991, donde compitió en 10 carreras y entrando en zona de puntos en nueve de ellas. Corrió en 13 carreras en 1992, ahora con una Harris Yamaha, pero cerraría la temporada con tres puntos al ser octavo en Gran Premio de Gran Bretaña. En 1993 hizo 14 apariciones otra vez con Yamaha, puntuando en cinco de ellas. 
En 1996, haría su última aparición al participar en el Gran Premio de Alemania en una Suzuki aunque caería en la primera vuelta.

## Resultados en el Campeonato del Mundo
Sistema de puntuación desde 1988 hasta 1991:
| Posición | 1.º | 2.º | 3.º | 4.º | 5.º | 6.º | 7.º | 8.º | 9.º | 10.º | 11.º | 12.º | 13.º | 14.º | 15.º |
| Puntos   | 20  | 17  | 15  | 13  | 11  | 10  | 9   | 8   | 7   | 6    | 5    | 4    | 3    | 2    | 1    |

Sistema de puntuación en 1992:
| Posición | 1.º | 2.º | 3.º | 4.º | 5.º | 6.º | 7.º | 8.º | 9.º | 10.º |
| Puntos   | 20  | 15  | 12  | 10  | 8   | 6   | 4   | 3   | 2   | 1    |

Sistema de puntuación de 1993 hasta 2022:
| Posición | 1.º | 2.º | 3.º | 4.º | 5.º | 6.º | 7.º | 8.º | 9.º | 10.º | 11.º | 12.º | 13.º | 14.º | 15.º |
| Puntos   | 25  | 20  | 16  | 13  | 11  | 10  | 9   | 8   | 7   | 6    | 5    | 4    | 3    | 2    | 1    |

### Carreras por año
| Año  | Categoría | Moto          | 1       | 2      | 3       | 4       | 5       | 6      | 7      | 8       | 9       | 10      | 11     | 12     | 13     | 14      | 15    | Pts. | Pos. |
| ---- | --------- | ------------- | ------- | ------ | ------- | ------- | ------- | ------ | ------ | ------- | ------- | ------- | ------ | ------ | ------ | ------- | ----- | ---- | ---- |
| 1987 | 500cc     | Honda         | JAP -   | ESP 6  | ALE Ret | NAC -   | AUT Ret | YUG -  | NED -  | FRA -   | GBR -   | SWE -   | CHE -  | RSM -  | POR -  | BRA -   | ARG - | 0    | -    |
| 1988 | 500cc     | Honda         | JAP -   | USA -  | ESP -   | EXP -   | NAC -   | ALE 15 | AUT -  | NED 19  | BEL -   | YUG Ret | FRA -  | GBR -  | SWE -  | CHE -   | BRA - | 1    | 37.º |
| 1989 | 500cc     | Honda         | JAP -   | AUS 15 | USA 15  | ESP 20  | NAC 3   | ALE 21 | AUT 19 | YUG 15  | NED 17  | BEL -   | FRA -  | GBR -  | SWE -  | CHE 20  | BRA - | 18   | 20.º |
| 1991 | 500cc     | Honda         | JAP -   | AUS -  | USA -   | ESP 15  | ITA 15  | ALE 12 | AUT 11 | EUR 14  | NED 14  | FRA 14  | GBR 13 | RSM 14 | CHE 12 | VDM Ret | MAL - | 26   | 18.º |
| 1992 | 500cc     | Harris-Yamaha | JAP 15  | AUS 18 | MAL 14  | ESP 16  | ITA 16  | EUR 18 | ALE 14 | NED 11  | HUN 16  | FRA 14  | GBR 8  | BRA 15 | RSA 19 |         |       | 3    | 21.º |
| 1993 | 500cc     | Harris-Yamaha | AUS Ret | MAL 17 | JAP Ret | ESP Ret | AUT 17  | ALE 13 | NED 12 | EUR 17  | RSM Ret | GBR 10  | CZE 13 | ITA 15 | USA 18 | FIM Ret |       | 17   | 21.º |
| 1996 | 500cc     | Suzuki        | MAL -   | IDN -  | JAP -   | ESP -   | ITA -   | FRA -  | NED -  | ALE Ret | GBR -   | AUT -   | CZE -  | IMO -  | CAT -  | RIO -   | AUS - | 0    | -    |

| Color     | Resultado                                                               |
| --------- | ----------------------------------------------------------------------- |
| Oro       | Ganador                                                                 |
| Plata     | 2.ª plaza                                                               |
| Bronce    | 3.ª plaza                                                               |
| Verde     | Finalizó en los puntos                                                  |
| Azul      | Finalizó sin puntos                                                     |
| Azul      | NC - No clasificado                                                     |
| Violeta   | Ret - No terminó (Carrera)                                              |
| Rojo      | DNQ - No se clasificó                                                   |
| Negro     | DSQ - Descalificado                                                     |
| Blanco    | DNS - No empezó (carrera)                                               |
| Blanco    | WD - Retirado (fin de semana)                                           |
| Blanco    | C - Carrera cancelada                                                   |
| Sin color | DNP - Inscrito pero no participó                                        |
| Sin color | INJ - Lesionado                                                         |
| Sin color | EX - Excluido                                                           |
| Estado    | Resultado                                                               |
| Negrita   | Pole position                                                           |
| Cursiva   | Vuelta rápida                                                           |
| †         | Abandona, pero clasifica al completar el porcentaje requerido para ello |